# Kyak jezik
Kyak jezik (ISO 639-3: bka; bambuka, nyakyak), jedan od deset jezika nigersko-kongoanske podskupine jen, šira skupina waja-jen, kojim govori oko 5 000 ljudi (Adelberger 1995) u nigerijskoj državi Taraba (LGA Karim Lamido).

## Vanjske poveznice
- Ethnologue (14th)
- Ethnologue (15th)